# Danny Khezzar
Danny Khezzar, né le 29 mars 1996 à Rosny-sous-Bois (Seine-Saint-Denis), est un chef cuisinier français, chef du restaurant étoilé Bayview by Michel Roth situé à Genève.
Il se fait connaître du public lors de sa participation à Top Chef sur M6 en 2023, accédant à la finale de la quatorzième saison. En 2024, il anime une rubrique dans l'émission La Brigade cachée sur M6.

## Biographie

### Enfance et formation
Danny Khezzar naît le 29 mars 1996 à Rosny-sous-Bois (Seine-Saint-Denis) où il passe son enfance. Son père est plombier et sa mère secrétaire dentaire et ses deux grands-pères ont fait carrière dans la restauration. Assez jeune, il a le goût de la cuisine et de la musique. En 2008, à l'âge de douze ans il commence à rapper avec son meilleur ami Vincent Steiner,.
À l'âge de quinze ans, lors d'un brunch offert par ses parents au Ritz à Paris, il se présente au chef Michel Roth qui lui fait visiter les cuisines et lui propose un stage. Après un passage chez Roth au restaurant l'Espadon du Ritz Paris, il suit l'école hôtelière de Paris de 2012 à 2014. Après sa formation, à la suite d'une intervention de son père plombier dans ce restaurant, Danny se fait embaucher en tant que commis au Gaya, chez Pierre Gagnaire où il travaille pendant six mois,,.

### Carrière auBayview
Après la fermeture du Ritz Paris pendant l'été 2012, Michel Roth devient chef des restaurants de l'hôtel Président Wilson de Genève. En 2015, il propose à Danny Khezzar de le rejoindre au Bayview à Genève. Danny Khezzar y débute au poste de commis puis progresse : il devient demi-chef de partie au garde-manger puis chef de partie des garnitures, premier chef de partie aux cuissons et, enfin, sous-chef de David Devel.
En avril 2023, pendant la diffusion de Top Chef, il est nommé chef du Bayview by Michel Roth, où il dirige une brigade d'une dizaine de personnes.
En 2025, en association avec les Bistrots Pas Parisiens, il ouvre Monsieur Claude, un bistrot à Rueil-Malmaison, et projette d'en ouvrir un autre à Rosny-sous-Bois,.

## Télévision

### Top Chef
Lors de l'été 2022, Danny Khezzar est repéré pour le casting de la quatorzième saison de Top Chef. Alors qu'il fait partie de la brigade de Philippe Etchebest, il se fait éliminer lors du second épisode de la saison. Il rejoint ensuite le concours de repêchage des candidats éliminés, la Brigade cachée, diffusé en seconde partie de soirée. Là, il effectue une spectaculaire remontada, remportant onze duels consécutifs, ce qui lui permet de réintégrer le concours Top Chef, épaulé par Hélène Darroze. Il parvient en finale du concours où il s'incline face à Hugo Riboulet.
Il marque l'émission par sa bonne humeur et ses dreadlocks bicolores, son expression caractéristique « sheesh »,, ainsi que son petit rire aigu communicatif.
Il inscrit Pierre Reure au casting de la saison 15 de Top Chef.

### Top Chef: la Brigade cachée
En 2024, il apparaît dans la deuxième saison de la Brigade cachée, où il propose sa propre version du défi du jour.

### Les Traîtres
En 2024, il apparaît dans le spin-off de l'émission Les Traîtres diffusée sur la plateforme de streaming M6+. Cependant, il est éliminé dès le premier épisode.

## Musique
Il forme le groupe les Frères Bizzy avec son meilleur ami Vincent,. La chanson « Sapo » fait plus d'un million de vues sur YouTube.

## Publications
- Danny Khezzar, Le livre d'or de Danny Khezzar, Solar, 2023, 168 p. (ISBN 2263185445 et 2-35985-120-9)Livre de recettes de cuisine